# Rosario Saro Vella
brasão
Rosario Saro Vella SDB (Canicattì, Província de Agrigento, Itália, 8 de maio de 1952) é um sacerdote religioso italiano e bispo católico romano de Moramanga.
Depois de visitar o noviciado dos Salesianos de Dom Bosco em San Gregorio di Catania, emitiu os primeiros votos em 12 de setembro de 1968. Depois de completar seus estudos eclesiásticos, primeiro em San Gregorio e depois no Instituto Teológico de Messina, foi ordenado sacerdote em 27 de maio de 1979. Depois de se especializar em filosofia na Universidade de Palermo, foi em missão a Madagascar em 1981, primeiro de 1982 a 1995 como pároco em Ankililoaka, 1989 e 1990 ao mesmo tempo como mestre de noviços. De 1995 a 2004 foi pastor, de 2004 a 2007 diretor em Bemaneviky.
Em 7 de novembro de 2007 foi pelo Papa Bento XVI nomeado bispo de Ambanja em Madagascar. O Arcebispo de Antananarivo, Odon Marie Arsène Razanakolona, concedeu sua consagração episcopal em 16 de dezembro de 2007. Co-consagradores foram o Arcebispo de Messina-Lipari-Santa Lucia del Mela, Calogero La Piana SDB, e o Núncio Apostólico em Madagascar, Arcebispo Augustine Kasujja.
Além de seu episcopado, lecionou patrística no seminário interdiocesano de Antsiranana.
O Papa Francisco o nomeou Bispo de Moramanga em 8 de julho de 2019. A posse ocorreu em 16 de setembro do mesmo ano.